# بوبي برايت
بوبي برايت هو محامي وسياسي أمريكي، ولد في 21 يوليو 1952 في ميدلاند سيتي في الولايات المتحدة. نشط حزبياً في الحزب الديمقراطي. في انتخابات مجلس النواب الأمريكي 2008 ‏، انتخب عضو مجلس النواب الأمريكي ‏ عن دائرة الدائرة الكونغرسية الثانية لألاباما ‏ وقد انضم خلال فترته النيابية ‏ (6 يناير 2009 – 3 يناير 2011) للكتلة البرلمانية الحزب الديمقراطي وانتخب عمدة (1999 – 2008) وانتخب عضو مجلس النواب الأمريكي ‏.